# Paolo Maria Nocera
Paolo Maria Nocera (* 22. Juli 1985 in Rom) ist ein italienischer Rennfahrer.
Nocera begann seine Karriere 2000 im Kartsport. 2002 erfolgte sein Wechsel in die italienische Formel Ford. Er konnte sich dort auf Anhieb den Vizemeistertitel sichern. 2003 fuhr der Italiener in der italienischen Formel Renault und wurde 20. im Gesamtklassement. Außerdem startete bei einem Rennen im Formel Renault Eurocup. Die nächsten zwei Jahre war Nocera in der italienischen Formel 3 aktiv und wurde 2005 Dritter in der Gesamtwertung. 2006 fuhr Nocera je eine Saisonhälfte in der Euroseries 3000 und der Formel-3-Euroserie. 2007 wechselte Nocera zurück in die italienische Formel 3. Er fuhr – wie 2004 und 2005 – für das Lucidi Team und konnte die Meisterschaft für sich entscheiden.
2008 wurde Paolo Maria Nocera von BCN Competición für die GP2-Serie verpflichtet. Nach dem Rennwochenende in Barcelona musste er für den Spanier Adrián Vallés seinen Platz räumen. Am 25. August wurde bekannt, dass Nocera von RC Motorsport für die World Series by Renault als Ersatz für Duncan Tappy verpflichtet wurde.

## Karrierestationen
- 2000–2002: Kartsport
- 2002: Italienische Formel Ford (Platz 2)
- 2003: Italienische Formel Renault (Platz 20)
- 2004: Italienische Formel 3 (Platz 13)
- 2005: Italienische Formel 3 (Platz 3)
- 2006: Euroseries 3000; Formel-3-Euroserie
- 2007: Italienische Formel 3 (Meister)
- 2008: GP2-Serie; World Series by Renault

| Personendaten    | Personendaten                |
| ---------------- | ---------------------------- |
| NAME             | Nocera, Paolo Maria          |
| KURZBESCHREIBUNG | italienischer Autorennfahrer |
| GEBURTSDATUM     | 22. Juli 1985                |
| GEBURTSORT       | Rom, Italien                 |